# Symphony X
Symphony X es una banda estadounidense de metal progresivo de Nueva Jersey. Fundada en 1994 por el guitarrista Michael Romeo, ha obtenido considerable atención dentro de la comunidad del metal progresivo.

## Historia

### The Dark Chapter,Symphony XyThe Damnation Game(1994-1995)
A principios de 1994 Michael Romeo (ex-Phantom's Opera, ex-Gemini) grabó un demo titulado The Dark Chapter. La grabación atrajo algo de atención, particularmente en Japón, y así pudo reclutar al bajista Thomas Miller, al baterista Jason Rullo, al vocalista Rod Tyler y finalmente al teclista Michael Pinnella.
Su álbum homónimo se grabó el mismo año, y fue lanzado con una positiva recepción en Japón por la ahora extinta discográfica Zero Corporation Label.
El segundo álbum de estudio de la banda, The Damnation Game, fue lanzado 6 meses después. El cantante Rod Tyler había dejado la banda durante el tiempo de grabación y fue reemplazado por el actual cantante Russell Allen, quien debutó en este periódo como cantante oficial.

### The Divine Wings of TragedyyTwilight in Olympus(1996-1998)
The Divine Wings of Tragedy fue el álbum que le dio a Symphony X un lugar en los círculos del metal. Tomó un tiempo considerable grabar el disco, empezando las sesiones de grabación en 1996 y terminando en noviembre del mismo año. La positiva reacción de la prensa especializada sirvió para que Symphony X lograra establecerse en Europa, mientras que su éxito en Japón continuó creciendo.
A finales de 1997 y por parte del próximo año, el baterista Jason Rullo tuvo que apartarse de la banda con el fin de resolver problemas personales. Fue temporalmente reemplazado por Thomas Walling. Incluso con un baterista temporal, la banda grabó Twilight in Olympus, lanzado a principios de 1998. Ese año, además se vieron las primeras presentaciones en vivo de la banda, que ya había recolectado bastantes fanes alrededor del mundo. Su primer show oficial fue en 1998, en Japón. Poco tiempo después vino la primera gira mundial. El bajista Thomas Miller dejó la banda y fue reemplazado por Michael Lepond el mismo año.
Un álbum compilatorio, Prelude to the Millennium, fue lanzado a finales de 1998. Como extra, incluye una segunda versión de la canción "Masquerade" del primer álbum, esta vez con la voz de Russell Allen.

### V: The New Mythology Suite(2000-2001)
Jason Rullo retornó a la banda para el quinto álbum V: The New Mythology Suite, lanzado en el 2000. Fue el primer lanzamiento de la banda bajo el importante sello de metal progresivo InsideOut Music. Fue el primer álbum conceptual, tratándose sobre los mitos de la Atlántida. El disco incluye clásicos como "Communion and the Oracle" y "Egypt", y también incluye piezas de música clásica.
La banda estuvo de gira por Europa poco después de su lanzamiento y grabaron su primer álbum en vivo, Live on the Edge of Forever.
The Odyssey (2002)
En 2002, la banda lanzó The Odyssey, un disco el cual contaba con una variación en el estilo musical de la banda, optando por componentes más pesados y menos neoclásicos. Posee un track de 24 minutos del poema épico de Homero, La Odisea.                  El álbum fue particularmente exitoso para la banda. La banda promovió el álbum con una gira por Norteamérica con Blind Guardian que marcó algunos de los primeros shows norteamericanos para ambas bandas.
En 2005, Symphony X participó en el Gigantour , un festival de verano encabezado por Megadeth junto a Dream Theater , Nevermore y Anthrax . Dos canciones de Symphony X de la gira, «Inferno» y «Of Sins and Shadows», aparecen en el DVD y CD del Gigantour, lanzado en septiembre de 2006.

### Proyectos Solistas (2003-2007)
El tecladista Michael Pinnella lanzó un disco en solitario titulado Enter by the Twelfth Gate, el 12 de octubre de 2004. El debut del álbum solista del cantante Russell Allen, titulado Atomic Soul, fue el verano de 2005. Con este disco, Allen tomó un rumbo musical distinto del visto en Symphony X. Es considerado por muchos -incluyendo el propio Russell Allen- como un álbum de hard rock. También en 2005, Allen grabó un disco llamado The Battle con el actual vocalista de Masterplan, Jørn Lande. Más tarde los dos grabarían el siguiente disco titulado The Revenge, lanzado el 11 de mayo de 2007. El 2005 Symphony X apareció en el Gigantour, un festival de verano encabezado por Megadeth con Dream Theater y Anthrax. Dos canciones de Symphony X del tour, "Inferno" y "Of Sins And Shadows" fueron incluidas en el DVD y el CD-set del Gigantour, lanzado en septiembre de 2006.

### Paradise LosteIconoclast(2007-2011)
El álbum Paradise Lost, un disco conceptual basado vagamente en el poema épico de John Milton, El paraíso perdido, fue grabado en el estudio de Romeo y lanzado mundialmente el 26 de junio de 2007. La banda afirmó que este trabajo contenía temas más oscuros musicalmente. El álbum incluía un DVD especial con material filmado por la banda a través de su historia. El lanzamiento coincidió con una gira mundial de 14 meses, incluyendo una gira por toda Europa con Dream Theater el otoño de 2007. La banda también reveló tener planes de querer presentarse en Japón y otros países asiáticos, tal como presentarse por primera vez en Rusia, India y oriente medio.
Paradise Lost debutó en el número 123 en los Billboard 200 en los Estados Unidos, vendiendo 6.300 copias en su primera semana.
Symphony X lanzó su primer video musical para la canción "The Serpent's Kiss" el 28 de julio de 2007, seguido por un video de "Set the World on Fire" lanzado el 28 de enero de 2008. La banda realizó una gira por Norte y Sudamérica de octubre a noviembre de 2008, y otra gira en Asia durante febrero de 2009. La banda también está en proceso de reunir material para un DVD en vivo. Sin embargo, una entrevista reciente con la revista Classic Rock Presents... PROG hizo evidente que un nuevo álbum está en proceso y que se espera que sea lanzado durante la primavera del 2011,el cual llevaría el nombre de Iconoclast. El 1 de marzo de 2010, una actualización en la página web oficial de Symphony X aclaró que la banda había grabado gran parte del álbum. Michael (Romeo) y Russell estaban trabajando en las letras y Romeo estaba preparándose para grabar las pistas.
Iconoclast fue sacado a la venta a principios del 2011. Ahora están realizando una nueva gira presentando su disco.

## Integrantes actuales
- Russell Allen - Voz.
- Michael Romeo - Guitarra.
- Michael Pinnella - Teclados.
- Jason Rullo - Batería.
- Michael Lepond - Bajo.

## Discografía
- (1994) Dance Macabre - (Demo)
- (1994) Symphony X
- (1995) The Damnation Game
- (1996) The Divine Wings of Tragedy
- (1998) Twilight in Olympus
- (1998) Prelude to the Millennium - (Recopilación)
- (2000) V: The New Mythology Suite
- (2001) Live on the Edge of Forever - (2CD, en vivo)
- (2002) The Odyssey
- (2005) Rarities and Demos - (Church Of The Machine Fan Club CD 1)
- (2007) Paradise Lost
- (2011) Iconoclast
- (2015) Underworld

## Proyectos solistas
- (1995) The Dark Chapter (Instrumental) - Michael Romeo
- (2004) Enter By The Twelfth Gate (Instrumental) - Michael Pinnella
- (2005) Atomic Soul - Russell Allen
- (2005) The Battle - Russell Allen (Junto al cantante Jorn Lande) y el guitarrista Magnus Karlsson
- (2007) The Revenge - Russell Allen (Junto al cantante Jorn Lande y el guitarrista Magnus Karlsson)
- (2010) The Showdown - Russell Allen (Junto al cantante Jorn Lande y el guitarrista Magnus Karlsson)
- (2012) Omertà - Russell Allen (en la banda Adrenaline Mob, junto al batería Mike Portnoy (Dream Theater))
- (2014) Men of Honor - Russell Allen (en la banda Adrenaline Mob)
- (2014) Mike LePond's Silent Assassins - Mike LePond (en la banda Mike Lepond's Silent Assassins)
- (2014) Chapter One - Russell Allen (en la banda Level 10, junto al bajista Mat Sinner (Primal Fear) y el guitarrista Roland Grapow (Masterplan))
- (2014) The Great Divide  - Russell Allen (Junto al cantante Jorn Lande y el guitarrista Timo Tolkki)
- (2017) We the People - Russell Allen (en la banda Adrenaline Mob)
- (2018) War Of The Worlds // Pt. 1 - Michael Romeo
- (2018) Pawn and Prophecy - Mike LePond (en la banda Mike Lepond's Silent Assassins)
- (2020) Worlds Apart  - Russell Allen (Junto a la cantante Anette Olzon)
- (2020) Whore of Babylon - Mike LePond (en la banda Mike Lepond's Silent Assassins)
- (2022) War Of The Worlds // Pt.2 - Michael Romeo